# Аманіна
Аманіна — річка на півострові Камчатка в Росії.
Довжина річки — 181 км. Площа водозбірного басейну — 1960 км². Протікає територією Тигільського району Камчатського краю. Впадає в затоку Шеліхова Охотського моря.
Названа на початку 18-го століття козаками за ім'ям коряка Омана, який проживав неподалік річки. Раніше мала місцеву назву Ветлюн, ймовірно, від коряцького Вэллан — «та що стоїть». Сучасна коряцька назва — Вэхльнун.

## Притоки
Об'єкти перераховані за порядком від гирла до витоку.
- 17 км: річка без назви
- 28 км: струмки Хромушка
- 31 км: струмки Коняваям
- 39 км: струмки Бруснічний
- 46 км: річка Россошіна
- 67 км: річка без назви
- 76 км: річка Анкун
- 80 км: річка Шутома
- 88 км: річка Велика Кешима
- 114 км: річка Лукова
- 122 км: річка без назви
- 129 км: річка Мєссехєрє
- 136 км: річка без назви
- 146 км: річка без назви
- 157 км: річка без назви
- 164 км: річка без назви

## Дані водного реєстру
За даними державного водного реєстру Росії відноситься до Анадир-Колимського басейнового округу.
За даними геоінформаційної системи водогосподарського районування території РФ, підготовленої Федеральним агентством водних ресурсів:
- Код водного об'єкта в державному водному реєстрі — 19080000112120000035696
- Код за гідрологічною вивченістю (ГВ) — 120003569
- Номер тому з ГВ — 20
- Випуск за ГВ — 0